# 春雨と恋もよう
『春雨と恋もよう』（はるさめとこいもよう）は、行村コウによる日本の漫画作品。『りぼん』（集英社）2021年11月号から2022年10月号まで連載された。

## あらすじ
美雨は、仕事で不在がちな両親の代わりに弟たちの世話で大忙し。ある日、ひょんなことから弟の運動会の保護者リレーに出てくれた清春に恋してしまう。

## 登場人物
声は、まんが動画の担当。
日向美雨（ひなた みう）
声 - 琴石ゆうひ
15さい。高1。家事で忙しく、クラスの男子とあまり話してこなかった。
藤田清春（ふじた きよはる）
声 - 黒井淳一
美雨のクラスメイト。適当でいじわるだけど、優しい一面が。

## 書誌情報
- 行村コウ 『春雨と恋もよう』 集英社 〈りぼんマスコットコミックス〉、全3巻
  1. 2022年3月25日発売[2][3]、ISBN 978-4-08-867655-5
  2. 2022年8月25日発売[4]、ISBN 978-4-08-867678-4
  3. 2022年10月25日発売[5]、ISBN 978-4-08-867690-6